# Planctopirus
Planctopirus é um gênero de bactéria da família Planctomycetaceae.